# Stefan Richter (Komponist)

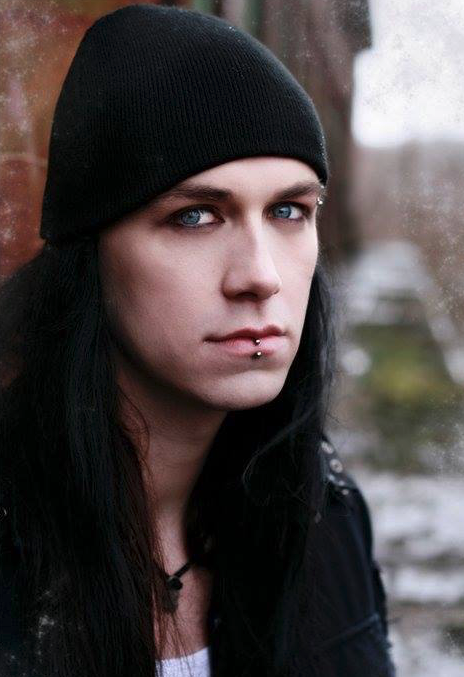
Stefan Richter

Stefan Richter (* 2. Januar 1980 in Essen) ist ein deutscher Komponist, Musikproduzent, Sounddesigner und Gitarrist der Band Beloved Enemy. 2007 wurde er unter dem Künstlernamen Chai Deveraux als Gitarrist der Bands Jesus on Extasy, Beloved Enemy und Black Messiah einer breiteren Öffentlichkeit bekannt.

## Leben
Stefan Richter wurde am 2. Januar 1980 in Essen geboren, wo er seine Kindheit und Jugend verbrachte. Durch den Besuch einen musischen Gymnasiums, das eng mit der Folkwang Universität der Künste kooperiert, war Musik bereits in frühen Jahren ein ständiger Begleiter. Nach dem Studium der Tontechnik arbeitete Stefan Richter als Sound Engineer und Sound Designer, vermehrt in den Bereichen Musical und Varieté.
Seit 2016 wohnt und arbeitet Stefan Richter in Hamburg.

## Musikalische Karriere
Im Alter von 26 Jahren gründete Stefan Richter zusammen mit dem Sänger und Songwriter Simon Rahm unter den Pseudonymen Chai Deveraux und Dorian Deveraux die Synth-Rock-Band Jesus on Extasy, in der Richter vorwiegend als Gitarrist und Songwriter tätig war. Die Band erlangte vor allem in der Alternative- und Gothic-Szene schnell einen hohen Bekanntheitsgrad. Nach einem Auftritt beim Bochum-Total-Festival 2006 wurde die Plattenfirma Drakkar-Records auf die Band aufmerksam, die die Band noch im gleichen Jahr unter Vertrag nahm. Kurz vor dem Erscheinen des zweiten Albums stieg Richter als Gitarrist bei der Band Beloved Enemy ein, in der er bis heute tätig ist. Mit Beloved Enemy veröffentlichte er zwei Alben: "Enemy Mine" (2007), "Thank you for the pain" (2011).
Mit Stefan Richter als Gitarrist veröffentlichten Jesus On Extasy vier Alben: "Holy Beauty" (2007), "Beloved Enemy" (2008), "No Gods" (2010), "The Clock" (2011). Im Januar 2012 gab Stefan Richter bekannt, die Band auf unbestimmte Zeit auf Eis zu legen.
In seinem Tonstudio produzierte Richter unter seinem Pseudonym diverse Alben für verschiedene Künstler, meist aus der Gothic- und Metalszene. Darüber hinaus zeichnete er sich für die Remix-Arbeiten aus, wovon einige Songs die Top Ten der Independent-Charts erreichten.
2011 wurde Richter unter seinem Pseudonym mit dem befreundeten Musiker Nicolay Frank im Rahmen des 2880 Grand Prix Du Film in der Kategorie "Beste Original Filmmusik" für ihre Arbeit an dem Kurzfilm "Reicher aufwachen" nominiert und schlussendlich auch ausgezeichnet.
Im Jahre 2012 war Stefan Richter als Sound Engineer mit der Band Black Messiah auf Tour und produzierte das Album "The Final Journey" immer noch unter dem Pseudonym Chai Deveraux.
Für die folgende Tour sprang Richter als Gitarrist bei Black Messiah ein, stieg aber 2014 aus organisatorischen Gründen wieder aus.
2018 wurde bekannt, dass Stefan Richter als Komponist für die Musical Show "Steampunk Circus" engagiert wurde, die seit der Premiere im März 2019 an Bord des Kreuzfahrtschiffes AIDAnova zu sehen ist.

## Diskografie

### Jesus on Extasy
- Holy Beauty (2007)
- Beloved Enemy (2008)
- No Gods (2010)
- The Clock (2010)

### Beloved Enemy
- Enemy Mine (2007)
- Thank you for the pain (2011)

### Black Messiah
- The final journey (2012)

### Produktionen (Auswahl)
- Gib dich nie auf – Rage (Toningenieur)

### Remixe (Auswahl)
- New Model Army – "Today is a good day" (Platz 11 DA-Charts)
- ASP – "Krabat" (Platz 11 DA-Charts)
- Krieger – "In Flammen" (Platz 4 DA-Charts)
- Krieger – "Einmal sterben und zurück" (Platz 8 DA-Charts)
- Domain – "My heart, your hands" (Platz 4 DA-Charts)
- Übermutter – "Heim und Herd" (Platz 4 DA-Charts)
- Xandria – "Sisters of the lights" (Platz 4 DA-Charts)
- Übermutter – "Heim und Herd" (Platz 4 DA-Charts)